# Franz Landgraf
Franz Landgraf (Monaco di Baviera, 16 luglio 1888 – Stoccarda, 14 aprile 1944) è stato un generale tedesco.

## Biografia
Franz Landgraf iniziò la propria carriera militare nel 1909 all'interno delle file dell'esercito bavarese, inquadrato in quello dell'Impero Tedesco.
Durante la prima guerra mondiale, dal 1915 al 1918 fu aiutante del 1° cacciatori bavaresi per poi essere trasferito al 5º fanteria ove rimase nell'ultima parte del conflitto.
Dal 1934, nell'ambito del riarmo della Germania dopo l'ascesa al potere di Hitler, venne trasferito al 21º reggimento di fanteria come comandante e dal 1936 venne destinato al 7º reggimento panzer, per poi passare alla 4ª brigata panzer nel 1939 ed infine al 6. Panzerdivision dal 1941 ove rimase meno di un anno.
Messo in riserva dal 1943, morì l'anno successivo.